# Don Redman
Donald "Don" Matthews Redman (29. juli 1900 – 20. november 1964) var en amerikansk komponist, arrangør, altsaxofonist og orkesterleder.
Han blev i 1923 engageret til Fletcher Hendersons orkester.
I sine arrangementer for Henderson udviklede han en teknik som lagde grunden til bigband-jazzen.
Ledede fra 1931-1940 sit eget orkester. Fra 1940'erne var han beskæftiget i mange forskellige sammenhænge, men det var i 1920'erne og 1930'erne, hans store indsats lå.